# Верхний Субаш
Ве́рхний Суба́ш (тат. Югары Субаш) — село в Балтасинском районе Республики Татарстан. Административный центр Верхнесубашского сельского поселения.

## География
Расположено в верховье реки Кушкет, в 25 км к северу от посёлка городского типа Балтаси.
Абсолютная высота — 161 метр над уровнем моря.

## История
Село было основано в начале XVIII века. До середины 1920-х годов совместно с деревней Нижний Субаш составляло одно селение Субаш. До 60-х годов XIX века население села относилось к категории государственных крестьян. Основные занятия жителей в этот период — земледелие и скотоводство.
В «Списке населённых мест Российской империи», изданном в 1876 году по сведениям 1859 года, населённый пункт упомянут как казённая деревня Сюбаш (Кушкебаш) 3-го стана Малмыжского уезда Вятской губернии. Располагалась при речке Кушкетке, по левую сторону торговой дороги из Казани в Уржум (в юго-западном углу Малмыжского уезда), в 42 верстах от уездного города Малмыжа и в 16 верстах от становой квартиры в казённом селе Цыпья. В деревне, в 20 дворах проживали 129 человек (71 мужчина и 58 женщин).
В 1880-е годы земельный надел сельской общины составлял 588,5 десятин.
С 1888 года в селе действовала школа Братства святителя Гурия, в 1911 году была преобразована в земскую школу.
До 1920 года село входило в Арборскую волость Малмыжского уезда Вятской губернии. С 1920 года в составе Арского кантона ТАССР. С 10 августа 1930 года в Тюнтерском, со 2 марта 1932 года в Балтасинском, с 4 августа 1938 года в Ципьинском, с 16 июля 1958 года в Балтасинском, с 1 февраля 1963 года в Арском, с 12 января 1965 года в Балтасинском районах.
С 1929 года Верхний Субаш являлся частью колхоза «Марс», переименованного в 1976 году в колхоз имени Тукая, позже — сельскохозяйственного кооператива имени Тукая.

## Население
| 1782 | 1859 | 1886 | 1926 | 1938 | 1958 | 1970 | 1979 | 1989 | 2002 | 2010 | 2015 |
| ---- | ---- | ---- | ---- | ---- | ---- | ---- | ---- | ---- | ---- | ---- | ---- |
| 127  | 129  | 225  | 563  | 698  | 288  | 283  | 306  | 317  | 403  | 414  | 432  |

Национальный состав села — татары.

## Экономика
Жители работают преимущественно в ООО имени Тукая, занимаются полеводством, овощеводством, мясо-молочным скотоводством.

## Инфраструктура
В селе имеется средняя общеобразовательная школа (с 1918 г. как начальная), детский сад, библиотека, дом культуры, фельдшерско-акушерский пункт и отделение связи.
Уличная сеть села состоит из 9 улиц.